# Barbie Dreams
Barbie Dreams è un singolo della rapper trinidadiana Nicki Minaj, pubblicato il 14 agosto 2018 come quarto estratto dal quarto album in studio Queen.
Il brano contiene un campionamento di Just Playing (Dreams) del rapper The Notorius B.I.G. (1994).

## Promozione
La rapper ha presentato il brano per la prima volta dal vivo in occasione degli MTV Video Music Awards 2018 tenuti il 20 agosto, durante i quali ha anche eseguito altri brani come Majesty, Ganja Burns e Fefe.
Il 4 settembre 2018, durante la sua partecipazione al programma televisivo Ellen per promuovere l'album Queen, ha cantato nuovamente il brano insieme a Ganja Burns e Fefe.

## Video musicale
Il 10 settembre 2018 è stato pubblicato attraverso il canale YouTube di Minaj il videoclip, il quale mostra la rapper in molti outfit diversi accompagnata da pupazzi atti a rappresentare i rapper The Notorious B.I.G., 6ix9ine, DJ Khaled e altri.

## Classifiche
| Classifica (2018)         | Posizione massima |
| ------------------------- | ----------------- |
| Australia                 | 57                |
| Canada                    | 43                |
| Irlanda                   | 41                |
| Regno Unito               | 36                |
| Stati Uniti               | 18                |
| Stati Uniti (R&B/hip-hop) | 13                |